# 特克萨卡纳 (得克萨斯州)
特克萨卡纳（英語：Texarkana）是美国得克萨斯州鮑伊郡的一座城市，位於德州和阿肯色州的邊界上，與接壤的阿肯色州城市德克薩卡納是雙城。本地人口36,193人（2020年）；其中白人約佔59.18%，非裔佔37.05%。該市面積76.3平方公里，水域面積1.1平方公里。